# Domangart Ier de Dalriada
 Domangart mac Fergusa est un roi des Scots de Dál Riata de 503 à 507.

## Origine
Domangart mac Fergusa est le fils et successeur de Fergus Mor mac Erca comme souverain du Dalriada. Il est identifié avec Domangart Réti le fondateur du « Corcu Réti » dont le territoire sera partagé entre ses descendants.

## Règne
La documentation ne donne que peu d'informations sur Domangart mac Fergusa. Le Duan Albanach lui attribue un règne « turbulent » de cinq ans.
Les Annales de Tigernach enregistrent sa mort en 506 en lui donnant le titre de « Domangart mac Ness righ Alban ». Les Annales de Inisfallen le désignent de façon plus crédible sous le vocable de « Domangart de Cenne Tire » (i.e:  de Kintyre) mais placent sa mort en l'année 503.

## Postérité
Selon le Senchus Fer n-Alban, Domangart laissa deux fils: Comgall mac Domangairt ancêtre du « Cenél Comgaill » et Gabrán mac Domangairt éponyme du « Cenél nGabráin ».

## Sources
- (en) James E. Fraser, From Caledonia to Pictland, Scotland to 795, Edinburgh, Edinburgh University Press, coll. « The New Edinburgh History of Scotland » (no 1), 2009, 436 p. (ISBN 978-0-7486-1232-1).
- (en) Alfred P. Smyth, Warlords and Holy Men Scotland ad 80~1000, Edinburgh, Edinburgh University Press, 1984, 279 p. (ISBN 0748601007).
- (en) Ann Williams,Alfred P. Smyth, D P Kirby, A Bibliographical Dictionary of Dark Age Britain (England, Scotland and Wales c.500-c.1050), Londres, Seaby, 1991, 253 p. (ISBN 1 852640472), p. 101.